# AFCチャンピオンズリーグ2013 予選
AFCチャンピオンズリーグ2013 予選 (AFC Champions League 2013 qualifying play-offs round) は、2013年2月9日から2月13日まで開催されたAFCチャンピオンズリーグ2013の予選ラウンドである。プレーオフに勝利した3チームがグループステージへ進出する。

## 出場チーム
予選に出場するチームは以下の通り。
- 6チームがプレーオフから出場する。

| 地区   | プレーオフ                                                                    |
| ------ | ----------------------------------------------------------------------------- |
| 西地区 | - サバー・ゴム - アル・ナスル - アル・シャバーブ - ロコモティフ・タシュケント |
| 東地区 | - ブリスベン・ロアー - ブリーラム・ユナイテッド                               |

## 日程
予選の日程は以下の通りである。組み合わせ抽選会は、全てマレーシアのクアラルンプールで行われた
| ラウンド   | 開催日             |
| ---------- | ------------------ |
| プレーオフ | 2013年2月9日・13日 |

プレーオフの抽選会は2012年12月6日にクアラルンプールで行われた。各対戦の勝者がグループステージに参加する。

## トーナメント表

### プレーオフ1（西地区）
- アル・シャバーブがグループステージ・グループBに進出。

|  | プレーオフラウンド |                  |      |  |
|  |                    |                  |      |  |
|  | サバー・ゴム       | サバー・ゴム     | 1(3) |  |
|  | アル・シャバーブ   | アル・シャバーブ | 1(5) |  |

### プレーオフ2（西地区）
- アル・ナスルがグループステージ・グループCに進出。

|  | プレーオフラウンド         |                            |   |  |
|  |                            |                            |   |  |
|  | アル・ナスル               | アル・ナスル               | 3 |  |
|  | ロコモティフ・タシュケント | ロコモティフ・タシュケント | 2 |  |

### プレーオフ1（東地区）
- ブリーラム・ユナイテッドがグループステージ・グループEに進出。

|  | プレーオフラウンド       |                          |      |  |
|  |                          |                          |      |  |
|  | ブリーラム・ユナイテッド | ブリーラム・ユナイテッド | 0(3) |  |
|  | ブリスベン・ロアー       | ブリスベン・ロアー       | 0(0) |  |

## プレーオフラウンド
| チーム #1                | スコア           | チーム #2                  |
| 西地区                   | 西地区           | 西地区                     |
| ------------------------ | ---------------- | -------------------------- |
| サバー・ゴム             | 1 - 1 (3-5 (p))  | アル・シャバーブ           |
| アル・ナスル             | 3 - 2            | ロコモティフ・タシュケント |
| 東地区                   |                  |                            |
| ブリーラム・ユナイテッド | 0 - 0 (3-0 (p))1 | ブリスベン・ロアー         |

註
- 註1: ブリスベン・ロアーは当初の抽選ではホームで試合を行うこととなっていたが、プレーオフの日時が当初の2月16日から2月13日に変更されたことで、両クラブの合意によりブリーラム・ユナイテッドのホームで試合が行われることになった[3]。

### 西地区
| 2013年2月9日 17:00 UTC+3:30 |

| サバー・ゴム                                                  | 1 - 1 (延長) | アル・シャバーブ                                               |
| イサギラド 4分                                                | レポート     | サルミン 89分                                                  |
|                                                               | PK戦         |                                                                |
| バフティアリザデ エスラミ ソレイマン・ファラー レザーイヤーン | 3 - 5        | エジガル ハッサン・サファル シエル ナセル・ラシード マルズーク |

| ヤデガレ・エマーム・スタジアム, ゴム 観客数: 6,552人 主審: マリク・アブドゥル・バシール |

| 2013年2月9日 20:00 UTC+4 |

| アル・ナスル                                               | 3 - 2    | ロコモティフ・タシュケント        |
| 森本貴幸 30分 · ファルダーン 78分 · レオ・リマ 89分 (pen.) | レポート | カルペンコ 71分 · ホルマトフ 76分 |

| アール・マクトゥーム・スタジアム, ドバイ 観客数: 3,825人 主審: 當麻政明 |

### 東地区
| 2013年2月13日 18:00 UTC+7 |

| ブリーラム・ユナイテッド         | 0 - 0 (延長) | ブリスベン・ロアー           |
|                                  | レポート     |                              |
|                                  | PK戦         |                              |
| オスマル シャピュイス ジラワット | 3 - 0        | ブロイヒ ベリーシャ メイヤー |

| ブリーラム・スタジアム, ブリーラム 観客数: 14,482人 主審: 金東進 |